# Roman Humenberger
Roman Humenberger (* 26. Januar 1945 in Rohrbach) ist ein ehemaliger österreichischer Radrennfahrer.

## Sportliche Laufbahn
1965 trat er erstmals mit dem zweiten Platz bei den österreichischen Staatsmeisterschaften im Querfeldeinrennen in Erscheinung. Zwei Jahre später wurde er in dieser Disziplin des Radsports Titelträger. In den Jahren 1968 bis 1974 konnte er viermal den Titel im Mannschaftszeitfahren gewinnen. 1967 gewann er das Etappenrennen Wien–Rabenstein–Gresten–Wien sowie die Burgenland-Rundfahrt und startete bei den UCI-Straßen-Weltmeisterschaften im Einzelrennen und im Mannschaftszeitfahren. Die Burgenland-Rundfahrt gewann er auch im darauf folgenden Jahr. Den Erfolg beim Rennen Wien–Rabenstein–Gresten–Wien konnte er 1971 und 1976 wiederholen. 1970 und 1974 siegte er in der Niederösterreich-Rundfahrt. 1971 siegte er in der heimischen Österreich-Rundfahrt vor Rudolf Mitteregger, zweimal konnte er sich als Dritter platzieren (1975 und 1976 jeweils hinter dem Sieger Wolfgang Steinmayr). Insgesamt dreizehnmal bestritt er die heimische Landesrundfahrt, gewann zwei Etappen, schied fünfmal aus. Humenberger war 1972 Teilnehmer der Olympischen Sommerspiele in München, wo er als 14. des Straßenrennens klassiert wurde. 1976 nahm er erneut an den Sommerspielen in Montreal teil und wurde dort 21. im olympischen Straßenrennen. Im Mannschaftszeitfahren wurde er mit seinem Team 1972 Zehnter und 1976 15. Er startete für das Team Rekord-Briko. Humenberger lebte einige Jahre in Deutschland und startete dort für den PSV Köln.

## Berufliches
Humenberger war nach seiner Laufbahn als Vergolder in Innsbruck tätig.